# Franziskanerinnen von Vöcklabruck

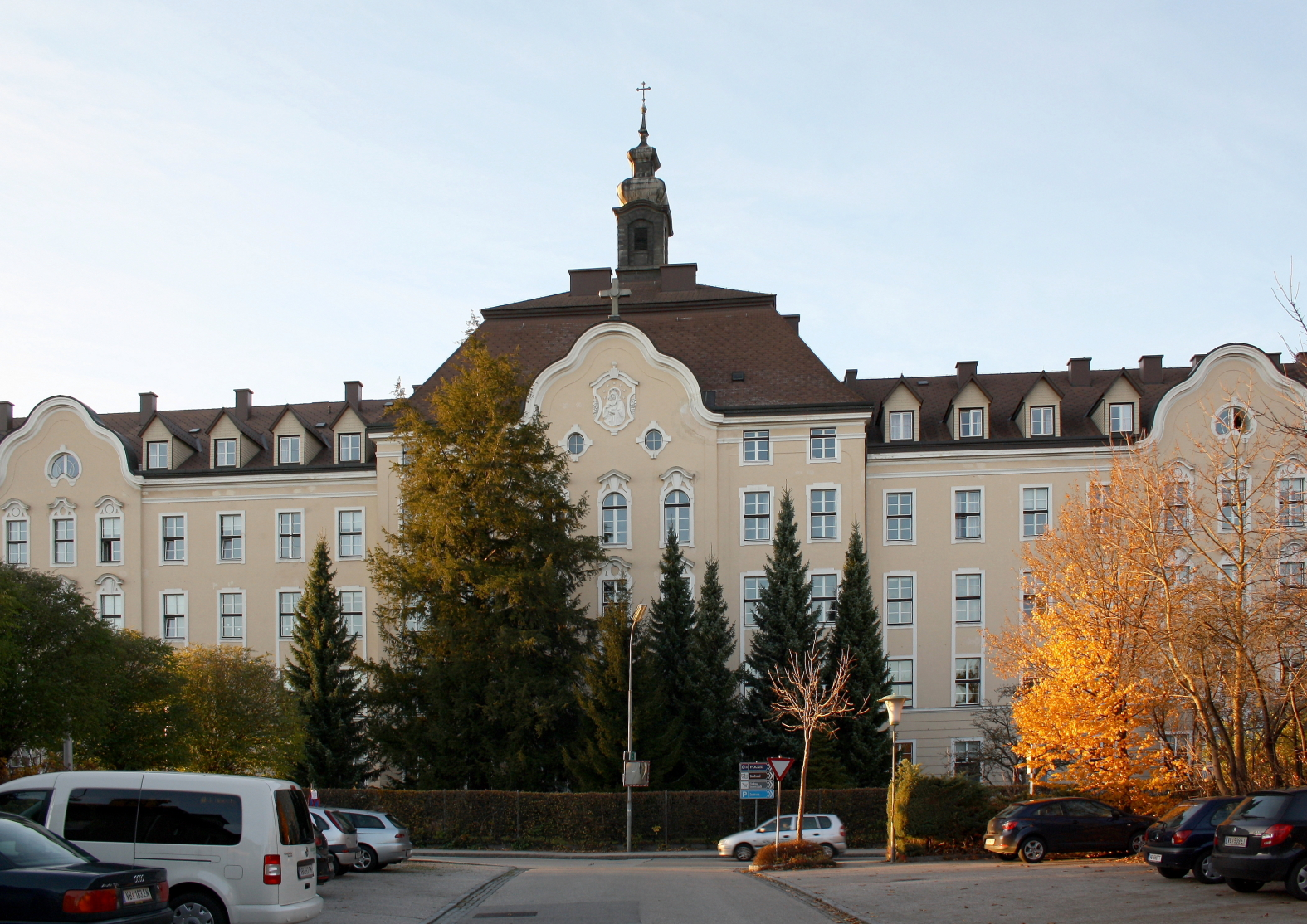
Mutterhaus in Vöcklabruck

Die Franziskanerinnen von Vöcklabruck, auch Arme Schulschwestern vom 3. Orden des hl. Franziskus Seraphikus, sind ein Orden der Franziskanerinnen mit dem Sitz in Vöcklabruck in Österreich.

## Geschichte
Die Ordensgemeinschaft wurde 1850 vom Priester Sebastian Schwarz und der Schwester Franziska Serafika Juliane Wimmer (1824–1886) als erster Oberin gegründet, welche zuvor beim Institut der Schulschwestern zu Graz eine Ausbildung gemacht hat. Der Orden erhielt 1861 die Anerkennung als selbstständiges Institut durch den Linzer Bischof Franz Joseph Rudigier und 1937 die päpstliche Anerkennung, was 2012 zum 75-Jahr-Jubiläum beim Generalkapitel mit Nuntius Peter Stephan Zurbriggen gefeiert wurde.

## Tätigkeitsschwerpunkte
Die Schwestern sind im pädagogischen, sozialen, gesundheitlichen und pastoralen Bereichen tätig.
Der Orden betreibt das Landeskrankenhaus St. Josef in Braunau am Inn und gemeinsam mit dem Orden der Barmherzigen Schwestern vom heiligen Kreuz das Klinikum Wels-Grieskirchen. Seit 1862 wird ein Altenpflegeheim in Rainbach im Mühlkreis geführt.
Seit seiner Gründung fördern sie den Verein Hospizbewegung Vöcklabruck.
Der Orden führt zahlreiche Krabbelstuben, Kindergärten, Schulen und Horte, wie die BAfEP Salzburg (Bildungsanstalt für Elementarpädagogik) und das WRG und ORG in Wels (Wirtschaftskundliches Realgymnasium und Oberstufenrealgymnasium).

## International
Es gibt weitere Konvente, seit 1922 in den USA in Missouri und seit 1925 in Deutschland in Berlin, Brandenburg an der Havel und Zinnowitz. Von 1933 bis 1985 wurde das Österreichische Hospiz in Jerusalem betreut.
Seit 2002 sind die Schwestern auch in Kasachstan (Kornejewka, Tonkoschurowka) tätig. Dort unterstützten sie finanziell und personell das Schulprojekt „Sankt Lorenz“, das 1996 vom Berliner Priester Lorenz Gawol gegründet wurde und heute von der Ordensgemeinschaft Diener Jesu und Mariens geleitet wird. Die Schule will eine gute Ausbildung mit einem christlichen Menschenbild ermöglichen, Ökumene und Interreligiosität sind gelebte Wirklichkeit im Schulalltag. Das Projekt umfasst Kindergarten, Gymnasium (inkl. Volksschule und Mittelschule) und Internat, sowie eine Privatschule für Zusatzausbildung in Ethik, Fremdsprachen, kreativen Fächern und Sport. Das Konzept des Ethik- und Religionskundeunterrichts an der Schule wurde vom kasachischen Erziehungsministerium inzwischen landesweit übernommen. Seit 2008 kann an der Schule das Deutsche Sprachdiplom (DSD) erworben werden; gleichzeitig wurde die Schule Teil des PASCH-Netzwerks, das vom Auswärtigen Amt der Bundesrepublik Deutschland koordiniert wird. Seit 2012 studieren Absolventen von St. Lorenz in Kasachstan, Russland, Österreich und Deutschland. Die Hilfsorganisation Ein Herz für Kinder unterstützte die energetische Sanierung des gesamten Gebäudekomplexes. Stand Oktober 2021 bietet die Schule knapp 200 Kindern und Jugendlichen einen Lernort von der Vorschule bis zum Gymnasium.

## Generaloberinnen
- 1856–1864 Franziska Wimmer (1824–1886)
- 1864–1880 Elisabeth Freinbichler
- 1880–1886 Raphaela Born
- 1886–1892 Aloisia Würtenberger
- 1892–1898 Raphaela Born
- 1898–1900 Aloisia Würtenberger
- 1900–1906 Mechthildis Lindlbauer
- 1906–1912 Ludowika Brehm
- 1912–1924 Valeria Kastner
- 1924–1946 Angelika Aigner
- 1946–1964 Elmara Schnabl
- 1964–1982 Rigomaris Braumann
- 1982–1994 Thoma Aiterwegmair
- 1994–2012 Kunigunde Fürst
- seit 2012 Angelika Garstenauer